# Filogranula exilis
Filogranula exilis är en ringmaskart som beskrevs av Imajima 1979. Filogranula exilis ingår i släktet Filogranula och familjen Serpulidae. Inga underarter finns listade i Catalogue of Life.